# Cerro Morro Colorado
Der Cerro Morro Colorado ist ein Hügel auf der Tabarin-Halbinsel im Norden des Grahamlands auf der Antarktischen Halbinsel. Er ragt unmittelbar östlich des Mineral Hill auf.
Argentinische Wissenschaftler benannten ihn. Der weitere Benennungshintergrund ist nicht überliefert.